# Marathon féminin aux championnats du monde d'athlétisme 2015
Navigation
Moscou 2013 Londres 2017
L'épreuve du marathon féminin des championnats du monde de 2015 s'est déroulée le 30 août 2015 dans la ville de Pékin, en Chine, avec une arrivée au stade national de Pékin. Elle est remportée par l'Éthiopienne Mare Dibaba.

## Résultats
| Rang               | Nom                          | Nationalité    | Temps           | Notes |
| ------------------ | ---------------------------- | -------------- | --------------- | ----- |
| Médaille d'or      | Mare Dibaba                  | Éthiopie       | 2 h 27 min 35 s |       |
| Médaille d'argent  | Helah Kiprop                 | Kenya          | 2 h 27 min 36 s |       |
| Médaille de bronze | Eunice Kirwa                 | Bahreïn        | 2 h 27 min 39 s |       |
| 4                  | Jemima Sumgong               | Kenya          | 2 h 27 min 42 s |       |
| 5                  | Edna Kiplagat                | Kenya          | 2 h 28 min 18 s |       |
| 6                  | Tigist Tufa                  | Éthiopie       | 2 h 29 min 12 s |       |
| 7                  | Mai Itō                      | Japon          | 2 h 29 min 48 s |       |
| 8                  | Tirfi Tsegaye                | Éthiopie       | 2 h 30 min 54 s |       |
| 9                  | Kim Hye-song                 | Corée du Nord  | 2 h 30 min 59 s |       |
| 10                 | Serena Burla                 | États-Unis     | 2 h 31 min 06 s | SB    |
| 11                 | Rasa Drazdauskaitė           | Lituanie       | 2 h 31 min 23 s | SB    |
| 12                 | Filomena Costa               | Portugal       | 2 h 31 min 40 s |       |
| 13                 | Sairi Maeda                  | Japon          | 2 h 31 min 46 s |       |
| 14                 | Risa Shigetomo               | Japon          | 2 h 32 min 37 s |       |
| 15                 | Alina Prokopeva              | Russie         | 2 h 32 min 44 s |       |
| 16                 | Ding Changqin                | Chine          | 2 h 33 min 04 s |       |
| 17                 | Alessandra Aguilar           | Espagne        | 2 h 33 min 42 s |       |
| 18                 | O. P. Jaisha                 | Inde           | 2 h 34 min 43 s | NR    |
| 19                 | Sudha Singh                  | Inde           | 2 h 35 min 35 s | PB    |
| 20                 | Visiline Jepkesho            | Kenya          | 2 h 36 min 17 s |       |
| 21                 | Sinead Diver                 | Australie      | 2 h 36 min 38 s | SB    |
| 22                 | Katarína Berešová            | Slovaquie      | 2 h 37 min 24 s |       |
| 23                 | Sarah Klein                  | Australie      | 2 h 37 min 58 s | SB    |
| 24                 | Esther Erb                   | États-Unis     | 2 h 38 min 15 s | SB    |
| 25                 | Lishan Dula                  | Bahreïn        | 2 h 38 min 18 s |       |
| 26                 | Clara Canchanya              | Pérou          | 2 h 39 min 24 s |       |
| 27                 | Liina Luik                   | Estonie        | 2 h 39 min 42 s | PB    |
| 28                 | Wang Xueqin                  | Chine          | 2 h 41 min 42 s |       |
| 29                 | Anne-Mari Hyryläinen         | Finlande       | 2 h 41 min 59 s |       |
| 30                 | Kim Seong-eun                | Corée du Sud   | 2 h 42 min 14 s |       |
| 31                 | Kateryna Karmanenko          | Ukraine        | 2 h 43 min 12 s | SB    |
| 32                 | Yiu-Kit Ching                | Hong Kong      | 2 h 43 min 28 s |       |
| 33                 | Annelie Johansson            | Suède          | 2 h 43 min 42 s |       |
| 34                 | Nebiat Habtemariam           | Érythrée       | 2 h 44 min 42 s | SB    |
| 35                 | Munkhzaya Bayartsogt         | Mongolie       | 2 h 45 min 01 s |       |
| 36                 | Iuliia Andreeva              | Kirghizistan   | 2 h 45 min 04 s |       |
| 37                 | He Yinli                     | Chine          | 2 h 45 min 05 s |       |
| 38                 | Lily Luik                    | Estonie        | 2 h 45 min 22 s | SB    |
| 39                 | Anita Kažemaka               | Lettonie       | 2 h 45 min 54 s | SB    |
| 40                 | Gulzhanat Zhanatbek          | Kazakhstan     | 2 h 45 min 54 s |       |
| 41                 | Yeum Go-eun                  | Corée du Sud   | 2 h 46 min 46 s |       |
| 42                 | Aster Tesfaye                | Bahreïn        | 2 h 46 min 54 s |       |
| 43                 | Sultan Haydar                | Turquie        | 2 h 47 min 11 s |       |
| 44                 | Charlotte Karlsson           | Suède          | 2 h 47 min 40 s |       |
| 45                 | Hsu Yu-Fang                  | Taipei chinois | 2 h 48 min 01 s |       |
| 46                 | Julia Degan                  | Australie      | 2 h 49 min 26 s | SB    |
| 47                 | Roselaine Benites            | Brésil         | 2 h 49 min 28 s |       |
| 48                 | Louise Wiker                 | Suède          | 2 h 49 min 57 s |       |
| 49                 | Niluka Geethani Rajasekara   | Sri Lanka      | 2 h 50 min 40 s |       |
| 50                 | Mayada Al-Sayad              | Palestine      | 2 h 53 min 39 s |       |
| 51                 | Dailín Belmonte              | Cuba           | 2 h 56 min 18 s | SB    |
| 52                 | Hsieh Chien-Ho               | Taipei chinois | 2 h 58 min 25 s |       |
|                    | Souad Aït Salem              | Algérie        | DNF             |       |
|                    | Hortensia Arzapalo           | Pérou          | DNF             |       |
|                    | Michele Cristina das Chagas  | Brésil         | DNF             |       |
|                    | Barkahoum Drici              | Algérie        | DNF             |       |
|                    | Sitora Hamidova              | Ouzbékistan    | DNF             |       |
|                    | Kim Hye-gyong                | Corée du Nord  | DNF             |       |
|                    | Soumiya Labani               | Maroc          | DNF             |       |
|                    | Heather Lieberg              | États-Unis     | DNF             |       |
|                    | Luvsanlkhündegiin Otgonbayar | Mongolie       | DNF             |       |
|                    | Tanith Maxwell               | Afrique du Sud | DNF             |       |
|                    | Beata Naigambo               | Namibie        | DNF             |       |
|                    | Irina Smolnikova             | Kazakhstan     | DNF             |       |
|                    | Claudia Paula Todoran        | Roumanie       | DNF             |       |
|                    | Lalita Babar                 | Inde           | DNS             |       |
|                    | Olena Popova                 | Ukraine        | DNS             |       |

## Légende
Records et Performances
- AR : Record continental (area record)
- CR : Record des championnats (championship record)
- MR : Record du meeting (meet record)
- NR : Record national (national record)
- OR : Record olympique (olympic record)
- PR : Record paralympique (paralympic record)
- PB : Record personnel (personal best)
- SB : Meilleure performance personnelle de la saison (season's best)
- WL : Meilleure performance mondiale de l'année (world leader)
- WJR : Record du monde junior (world junior record)
- WR : Record du monde (world record)

Circonstances et Conditions
- DNF : N'a pas terminé (did not finish)
- DNS : N'a pas pris le départ (did not start)
- DQ : Disqualification (disqualification)
- NM : Aucun essai valable enregistré (No Mark)
- Q : Qualifié « directement » au prochain tour (ou à la prochaine compétition), lors d'une compétition majeure, grâce au classement ou à la réalisation des minima (automatic qualifier)
- q : Qualifié au prochain tour (ou à la prochaine compétition), lors d'une compétition majeure, grâce au repêchage ou à la réalisation de l'une des meilleures performances parmi celles des « non qualifiés directement » (grâce au meilleur temps ou à la meilleure distance par exemple) (secondary qualifier)